# Bahnhof Brixen

Der Bahnhof Brixen (italienisch Stazione di Bressanone, ladinisch Stazion de Persenon) befindet sich an der Brennerbahn in Südtirol. Als eines der wichtigsten städtischen Zentren Südtirols weist Brixen die dritthöchsten Fahrgastzahlen des Landes auf.

## Lage
Der Bahnhof befindet sich in Brixen, der drittgrößten Stadt Südtirols und dem Hauptort des Eisacktals. Er liegt auf 571 m Höhe am Berghang etwas südwestlich des Stadtzentrums, das von hier aus schnell erreichbar ist. Brixen ist durch seine Lage an der A22 und der SS 12 sowie als Schnittpunkt von Eisack- und Pustertal ein wichtiger Verkehrsknoten.

## Geschichte
Der Bahnhof Brixen wurde 1867 zusammen mit dem gesamten Abschnitt der Brennerbahn zwischen Innsbruck und Bozen in Betrieb genommen. Angelegt wurde er in etwas erhöhter Lage, da die Trassenführung zwischen Franzensfeste und Brixen über 170 Höhenmeter auf rund neun Kilometer Länge überwinden musste. Die Bedeutung des Bahnhofs wurde etwas durch den Umstand geschmälert, dass die ab 1871 befahrene Pustertalbahn nicht etwa in Brixen, sondern weiter nördlich im Bahnhof Franzensfeste auf die Brennerbahn traf.
In den 1920er Jahren erfolgte der Ausbau der Güterabfertigung. Die Bombardierungen des Zweiten Weltkriegs zerstörten einen Teil des Aufnahmsgebäudes, das mit einer nördlichen Erweiterung wieder aufgebaut wurde. 1967 wurde das Bauwerk saniert und intern umgestaltet. Aus dem Jahr 2003 stammen ein südseitiges Nebengebäude mit Toiletten und Liftanlagen, P+R-Plätze sowie ein Trafogebäude.
2014 trat die RFI umfangreiche Flächen am Bahnhof an das Land Südtirol für die Errichtung eines Mobilitätszentrums mit Fahrradparkhaus, Taxiparkplätzen, Busterminal und weiteren Autoparkplätzen ab. Die entsprechenden Bauarbeiten wurden 2021 aufgenommen und 2022 zum Abschluss gebracht.

## Baulichkeiten

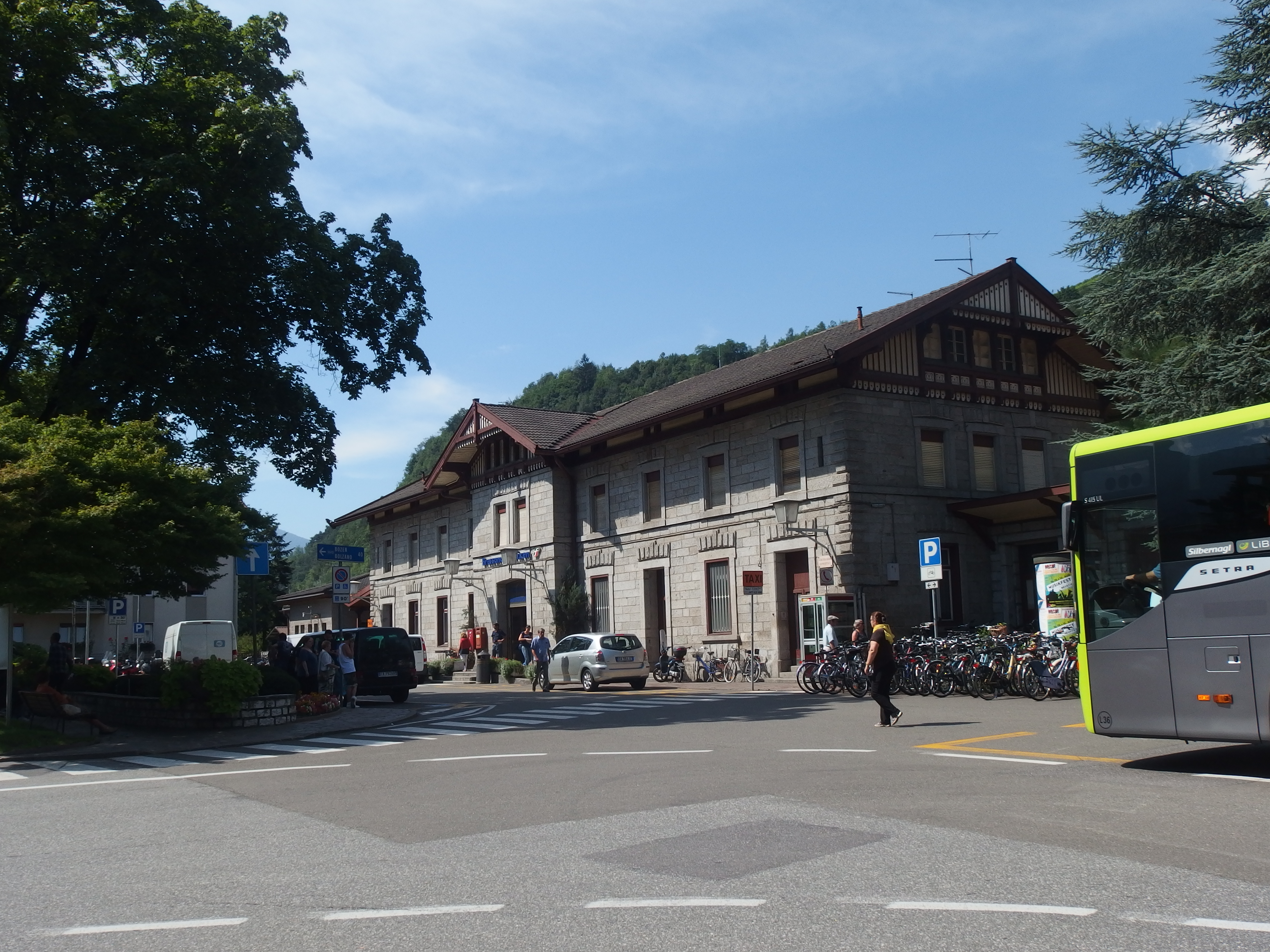
Das Aufnahmsgebäude vom Vorplatz aus gesehen

Das Aufnahmsgebäude ist abgesehen von einem später hinzugefügten Vordach äußerlich noch relativ gut im Originalzustand erhalten. Das von Wilhelm von Flattich entworfene Bauwerk weist straßen- und gleisseitig einen vorspringenden Mitteltrakt mit hölzernen Giebeln auf. Verkleidet ist es mit Brixner Granit, gestalterische Akzente setzen die bossierten Eckquader und Fensterbögen. Zu den historischen Bauten des Bahnhofsgeländes zählen auch die turmartige Wasserstation mit seitlichen Werkstattflügeln sowie ein hölzerner Güterschuppen. Seit 2004 stehen diese Gebäude unter Denkmalschutz.

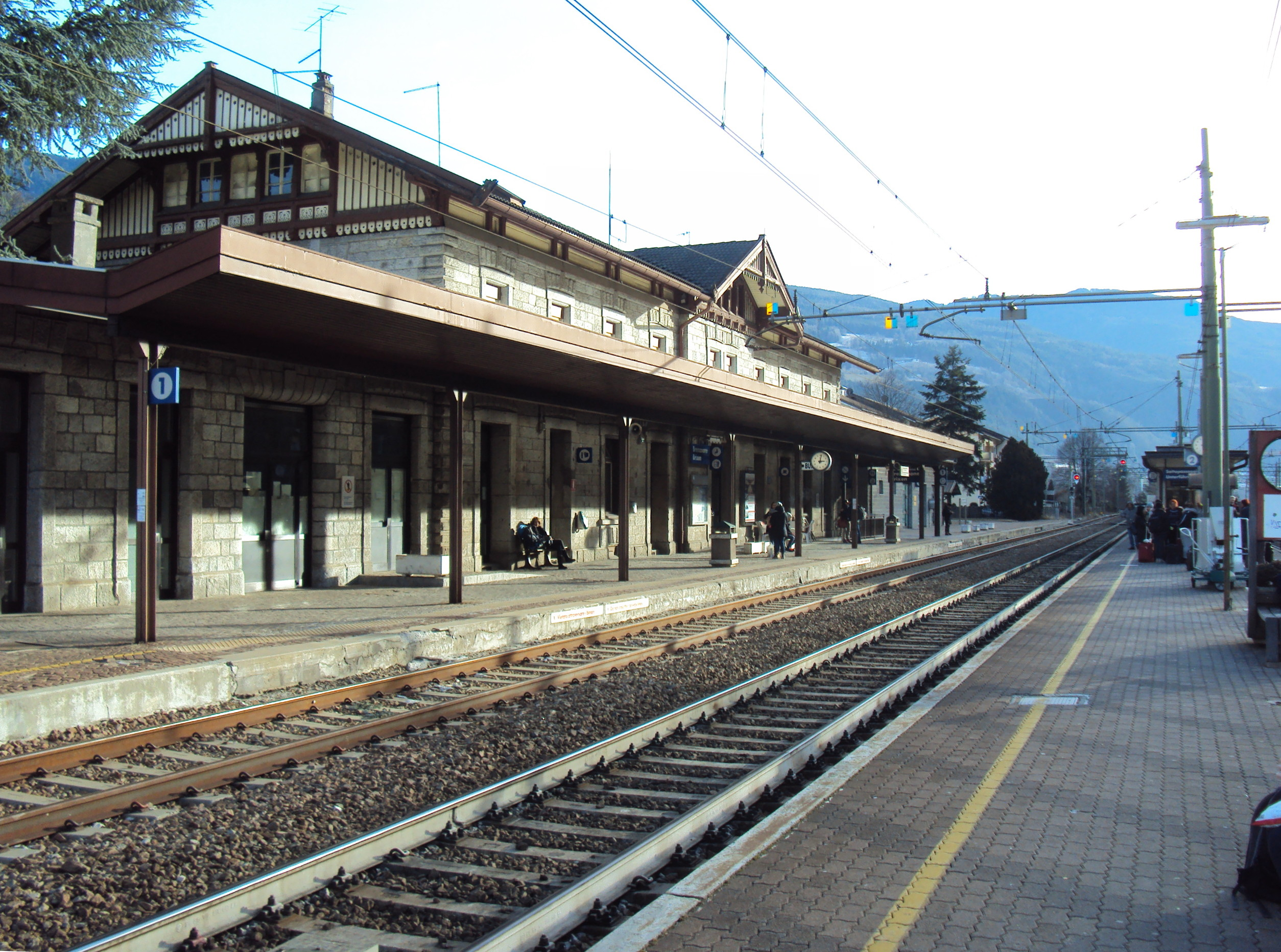
Das Aufnahmsgebäude von Nordwesten

## Funktion
Bedient wird der Bahnhof Brixen durch Regionalzüge der Trenitalia sowie der SAD. Zudem halten hier internationale EuroCity- und Railjet-Fernverkehrszüge, die Deutschland, Österreich und Italien miteinander verbinden.